# タッチング・イーブル〜闇を追う捜査官〜
『タッチング・イーブル〜闇を追う捜査官〜』（タッチングイーブル やみをおうそうさかん、Touching Evil）は、2004年3月12日からUSAネットワーク系で放映されたテレビドラマである。
1997年にイギリスで制作された同名のドラマ（日本ではNHK BS2で『捜査官クリーガン』のタイトルで放映）の米国版リメイク。
エグゼクティブ・プロデューサーはブルース・ウィリス。

## 概要
デイビット・クリーガンは捜査中に頭部を銃撃され本人曰く「10分ほど死亡」するが蘇生。
その後療養を終えOSC（Organized and Serial Crime unit：組織犯罪・連続犯罪捜査局）という
凶悪犯罪を専門に扱うFBIの新組織に赴任する。
銃撃によるPTSDに悩まされながらもパートナーのスーザンと事件を追う。

## 出演者
- デイビッド・クリーガン：ジェフリー・ドノヴァン（声：桐本琢也）
- スーザン・ブランカ：ヴェラ・ファーミガ（声：岡寛恵）
- ハンク：ザック・グルニエ（声：秋元羊介）
- ジャイ・スウォープス：ケヴィン・デュランド
- チャールズ・バーナル：ブライアン・マーキンソン（英語版）
- マーク・リバース：ブラッドリー・クーパー（声：大西健晴）
- ジョン・クラカワー：ピーター・ウィングフィールド（英語版）
- ギャレット：D・ニール・マーク（声：宮島史年）
- シリル・ケンプ：プルイット・テイラー・ヴィンス（声：桜井敏治）
- ホリー・クリーガン：Leila Johnson（声：織田芙実）
- サマンサ・クリーガン：Larissa Tewson
- リリー・クリーガン：Sydney Tewson（声：谷井あすか）

## エピソード
- 第1話　　Pilot／神の目（前編）
- 第2話　　Pilot／神の目（後編）
- 第3話　　Y Me／危うい炎
- 第4話　　Justine／裁きの日
- 第5話　　Slash 30／ニュースの人
- 第6話　　Memorial／血の記憶
- 第7話　　K／夢幻アート
- 第8話　　Love Lies Bleeding／永遠にさよなら
- 第9話　　Attachment／遠い絆
- 第10話　　Boston／怯える街
- 第11話　　Entropy／異次元の扉
- 第12話　　Grief／悲しき男たち
- 第13話　　Mercy／幸福な死